# Ronnie Ghent
(en) Statistiques sur pro-football-reference
Ronnie Jerome Ghent (né le 5 janvier 1980 à Lakeland) est un joueur américain de football américain et d'arena football.

## Enfance
Ghent étudie à la Lakeland High School où il joue dans les équipes de football américain, basket-ball et athlétisme.

## Carrière

### Université
Il entre à l'université de Louisville où il intègre l'équipe de football américain des Cardinals. Il va être cité durant quatre saisons dans l'équipe de la conférence USA.

### Professionnel
Ronnie Ghent n'est sélectionné par aucune équipe lors du draft de la NFL de 2004. Il signe avec les Eagles de Philadelphie comme agent libre non drafté mais il n'y reste que le temps du camp d'entraînement et est libéré. Il signe ensuite avec les Bengals de Cincinnati avec qui il passe trois saisons sur le banc, sans jouer le moindre match.
En 2007, il signe avec les Saints de la Nouvelle-Orléans avec qui il entre au cours de huit matchs lors de sa première saisons avant de faire une saison vierge avec les Saints. Il se tourne vers l'United Football League et les Sentinels de New York en 2009. Il reste dans cette équipe la saison suivante après le renommage en Colonials d'Hartford. La saison 2011 le voit changer d'équipe et joue avec les Destroyers de Virginie avec qui il remporte le championnat cette saison.
Il est libéré par la franchise et tente sa chance en Arena Football League, signant avec les Predators d'Orlando. Les entraîneurs tentent de lui faire adopter le poste de fullback mais ils ne peuvent pas voir le travail des entraînements car Ghent est suspendu par la ligue peu de temps après sa venue à Orlando.

## Palmarès
- Équipe du district de Pol Country 1999 (niveau lycéen) selon le Tampa Tribune
- Équipe de la conférence USA 2000, 2001, 2002 et 2003
- Champion UFL 2011